# Isuzu Midi
Isuzu Midi — серия японских малотоннажных развозных коммерческих автомобилей и микроавтобусов, выпускаемых компанией Isuzu с 1986 по 1996 год.

## История
Впервые автомобиль Isuzu Midi был представлен в 1986 году. Изначально модель оснащалась бензиновыми двигателями внутреннего сгорания 4ZB1 и 4ZC1 объёмом 2 литра каждый.
В 1989 году объём двигателей был увеличен до 2,2 литра. Рычаг переключения передач был перемещён вперёд для добавления второго места пассажира справа от водителя.
В 1991 году автомобиль стал оснащаться дизельными двигателями внутреннего сгорания объёмом 2,4 литра.
Производство завершилось в 1996 году.

## Галерея

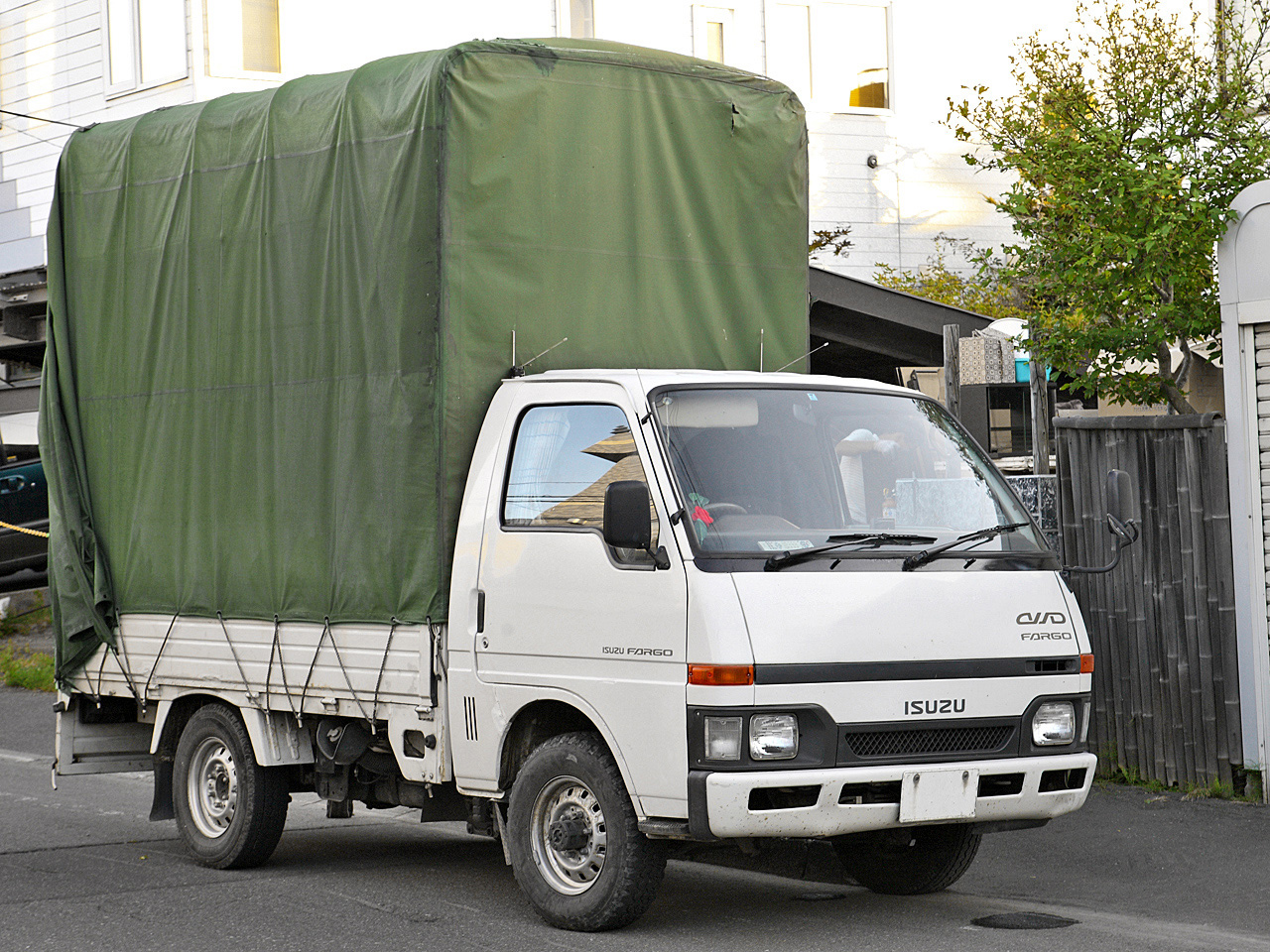
Isuzu Fargo
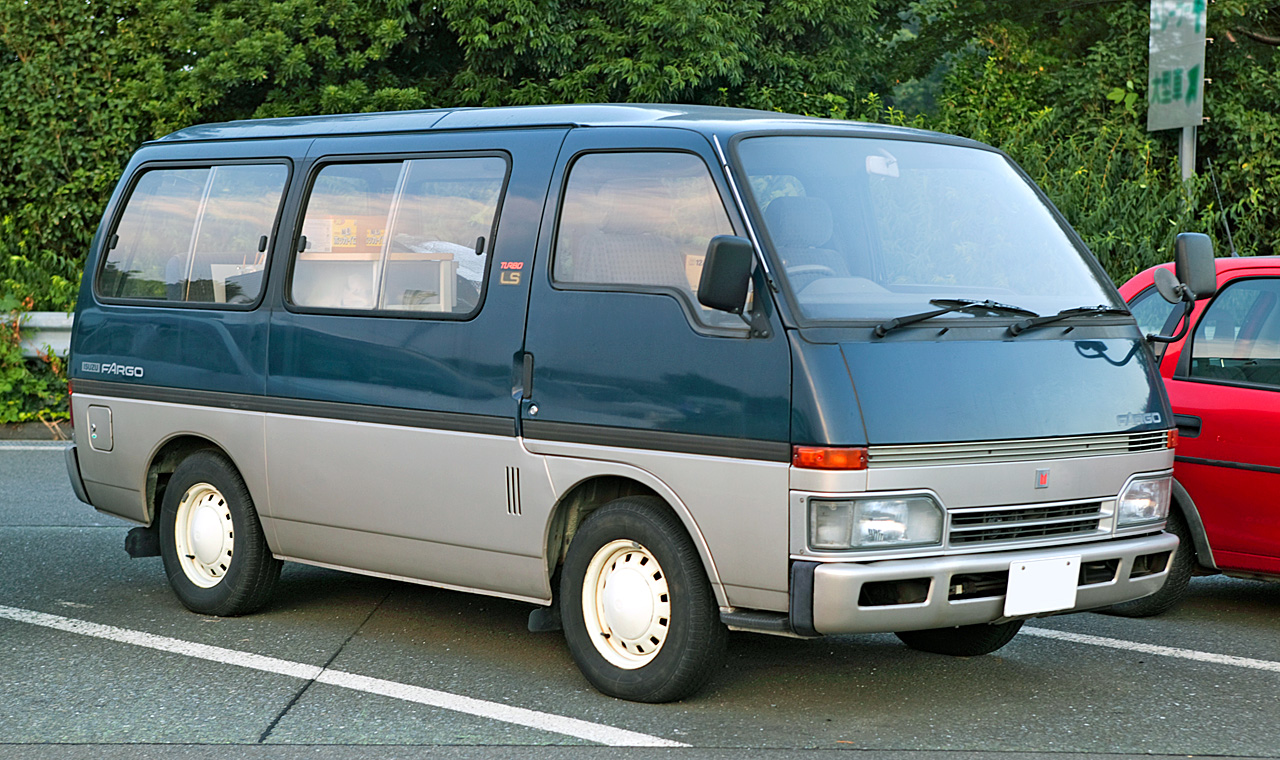
Минивэн
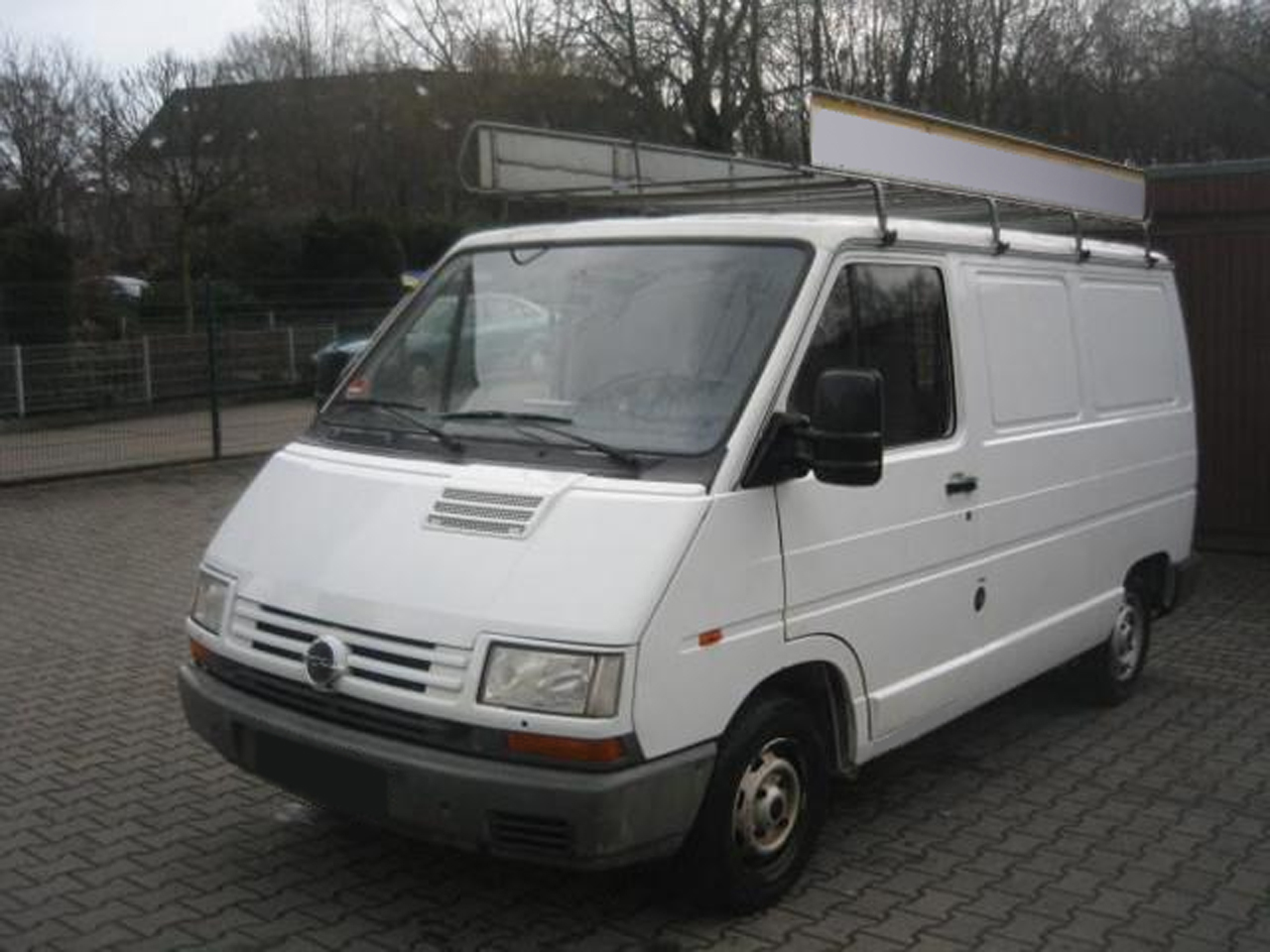
Opel Arena
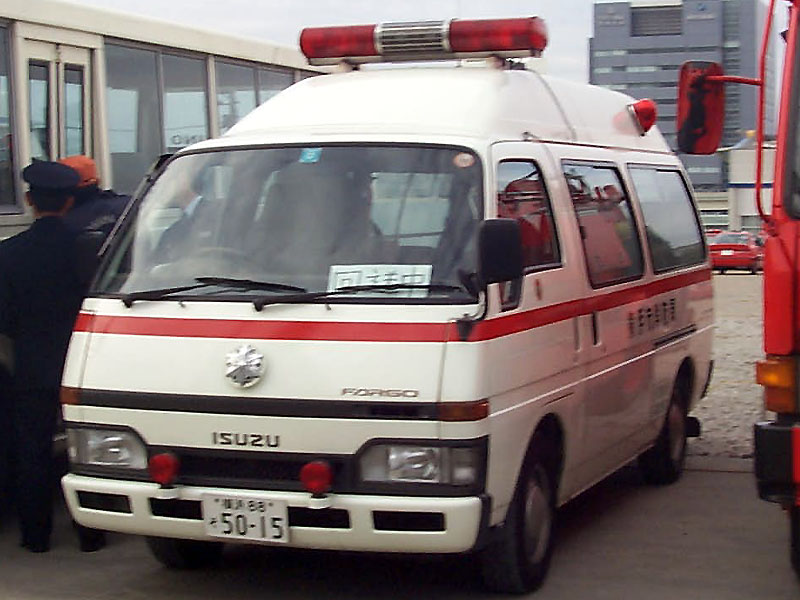
Автомобиль скорой медицинской помощи
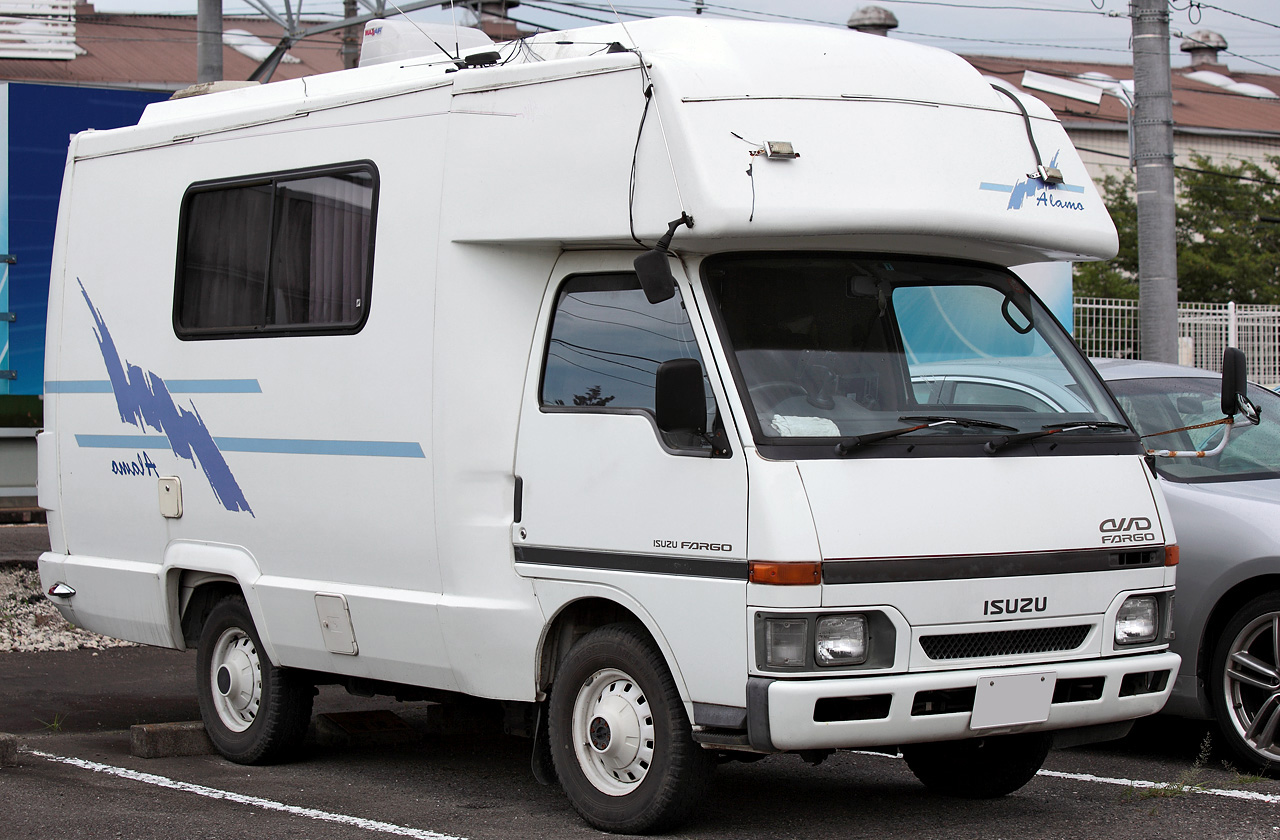
Isuzu Fargo Camper